# Nieve penitente

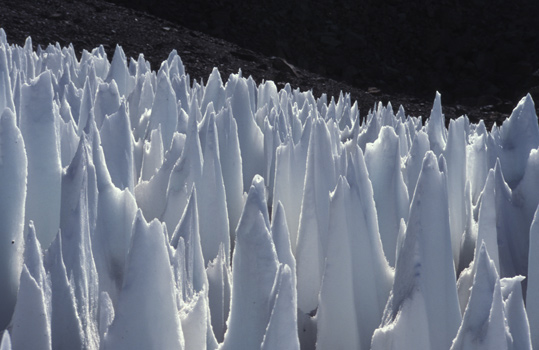
Penientes i övre Rio Blanco i argentinska Anderna

Nieve penitente (från spanskans botgörande snö), är snö- eller isformationer som bildas på ytan av glaciärer i tropikerna. Formationerna är ofta 1,5-2,5 meter höga och ordnade i parallella rader. 
Nieve penitente har påträffats i argentinska och ecuadorianska Anderna, på Kilimanjaro, i Himalaya och Karakoram, oftast på höjder över 5.000 meter över havet. De uppstår genom ablation från ytan. 
Samma typ av formationer, men av metan och hundratalet gånger större, har observerats på Pluto. 